# Лендеры (посёлок)
Ле́ндеры (карел. Lendiera) — посёлок Муезерского района Республики Карелия Российской Федерации. Административный центр Лендерского сельского поселения.

## Общие сведения
Расположен на берегу озера Лендерское (карел. Lendierjärvi), в 15 километрах от государственной границы с Финляндией. Через посёлок проходит грунтовая дорога 86К-174 (Реболы — Лендеры — госграница). Также имеется лесовозная автодорога до посёлка Волома протяжённостью около 80 км.

## История
Первое упоминание о карельском селе Лендеры, входившем в состав Ребольского погоста Корельского уезда, относится к 1611 году, в связи с нападением шведского войска на карельские земли во времена смуты. Согласно русским хроникам, шведы «и деревни пожгли, и людей секли, а иных в полон взяли».
В Российской империи деревня входила в состав Ребольской волости Повенецкого уезда Олонецкой губернии.
Во время Великой Отечественной войны деревня Лендеры была оккупирована финскими войсками с сентября 1941 по август 1944 года и освобождена в ходе Выборгско-Петрозаводской наступательной операции. В 1959 году в Лендерах была открыта железнодорожная станция Лендеры.

## Население
| 2002 | 2009 | 2010 | 2013 |
| ---- | ---- | ---- | ---- |
| 343  | ↘257 | ↘206 | ↘168 |

## Экономика
В посёлке действует леспромхоз, резко сокративший объем лесозаготовок и численность рабочих в постсоветские годы.

## Транспорт
По состоянию на декабрь 2019 года автобусное сообщение с населённым пунктом отсутствует. В шести километрах от посёлка имеется тупиковая железнодорожная станция Лендеры ветки Брусничная — Лендеры, ответвляющейся от линии Суоярви I — Ледмозеро. Железнодорожное сообщение осуществляется двумя парами пригородных поездов по вторникам и четвергам.

## Достопримечательности
В посёлке находятся братские могилы красноармейцев, погибших в ходе подавления Карельского восстания в 1921 году, и советских пограничников, погибших возле Лендер в 1941.

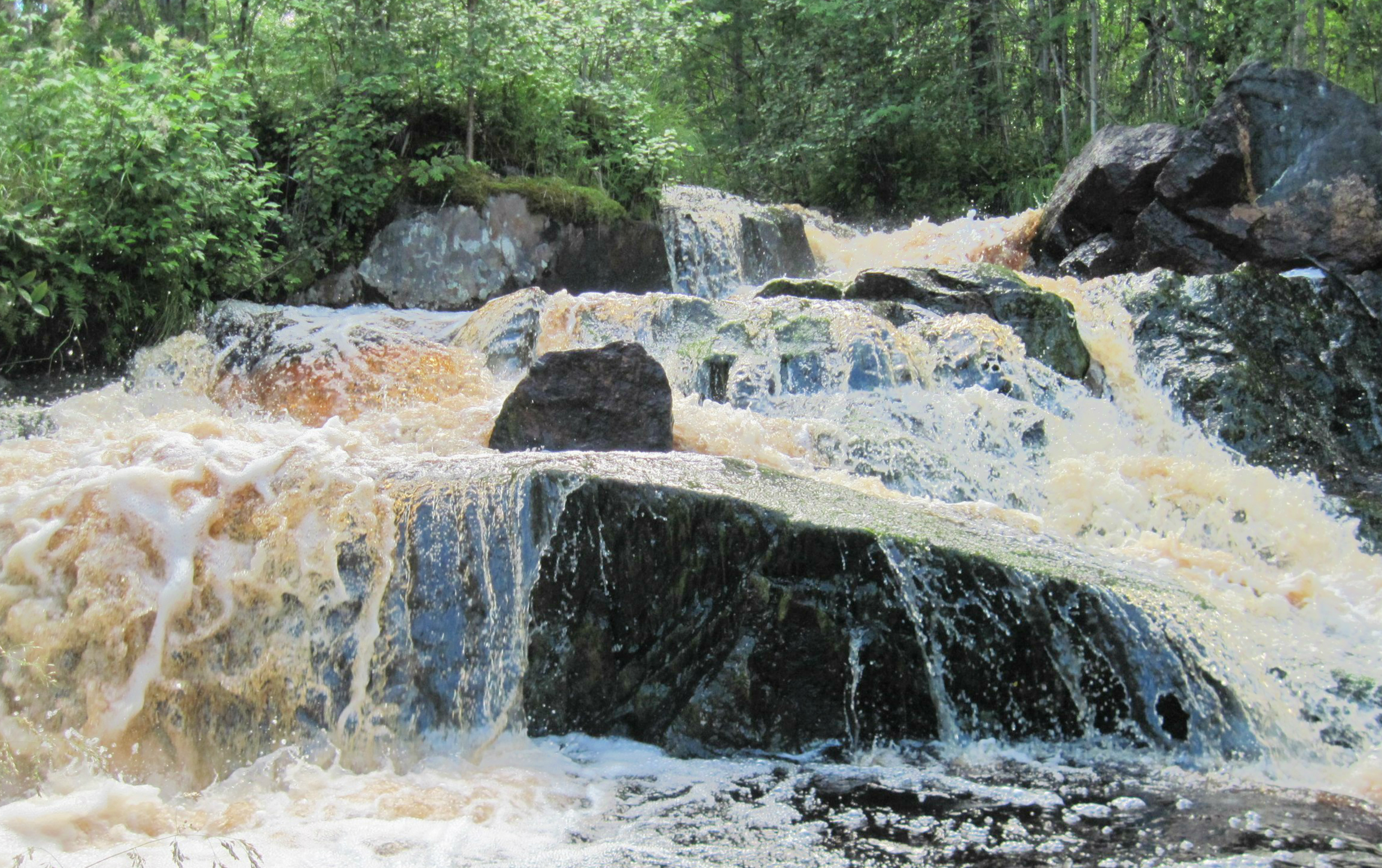

В нескольких километрах от поселка по дороге Лендеры-Суккозеро находится лесной водопад.

## Улицы
ул. 43 Годовщины Октября
ул. Первомайская
ул. Гористая
ул. Северная
ул. Молодежная
ул. Доценко
ул. Восточная
ул. Сосновая
ул. 40 Лет Победы
ул. Набережная
ул. Заречная
ул. Советская
ул. Озерная
ул. Речная
ул. Комсомольская
ул. Почтовая
ул. Нагорная
ул. Лесная
ул. Пограничная